# Anselm Strauss
Pour les articles homonymes, voir Strauss.
Anselm Leonard Strauss, né le 18 décembre 1916 à New York et mort le 5 septembre 1996 à Los Angeles, est un sociologue américain. Il a notamment travaillé dans le domaine de la sociologie médicale.

## Biographie
Strauss, dont les grands parents étaient des immigrants allemands, a grandi à Mount Vernon. Son médecin recommande qu’il déménage en Arizona après le lycée, à cause de ses problèmes respiratoires, mais c’est trop loin de New York. Strauss poursuit donc ses études à l’université de Virginie en 1935 et obtient son Ph.D. (doctorat) de sociologie à l’université de Chicago où Herbert Blumer lui enseigne l’interactionnisme symbolique.
Entre 1944 et 1947, il occupe un emploi de professeur dans une petite université dans le Wisconsin. Il enseigne ensuite à l’Université d’Indiana, où il rencontre Alfred Lindesmith ; et en 1949, ils publient conjointement un livre qui rencontre un grand succès, Social Psychology.
En 1952, Strauss retourne à Chicago comme professeur assistant. En 1959, il écrit Miroirs et Masques, en réaction face au fonctionnalisme dominant alors, et pour renouer avec la tradition interactionniste de l’École de Chicago.
En 1960, il arrive à l’école d’infirmières de l’Université de Californie, où il fonde le département des sciences sociales et comportementales. Il dirige ce département jusqu’en 1987, et ensuite il poursuit son activité, en tant que professeur émérite, continuant sa recherche et en donnant des cours. Il a publié plus de trente livres.
Il est mort le 5 septembre 1996 des suites de problèmes cardiaques.

## Œuvre

### Interactionnisme symbolique
Considéré comme l'une des figures emblématique de l'interactionnisme symbolique américain, Anselm Strauss a construit une œuvre qui se démarque par sa clarté et sa cohérence. Proche du terrain, opérationnelle, accumulant progressivement des concepts bien construits qui composent entre eux un vaste ensemble théorique, constituée d'enquêtes empiriques précises, se limitant à des recherches qui sont positionnées dans un espace méthodologique relativement clair, il peut, à juste titre, revendiquer l'appellation que certains lui ont donnée, de « sociologie robuste ».
Cela étant, pour comprendre ce qui a permis à sa sociologie d’être un travail reconnu, il est nécessaire de la repositionner dans le contexte si particulier de l'Amérique des années 1960. Car si la sociologie de Strauss paraît si avenante, c'est peut-être avant tout parce qu'elle s’inscrit dans un parcours universitaire et personnel « sans faute ». Strauss a en effet su rester très attentif, et réactif, à l'environnement académique qui dominait son époque. Et il arrive à la sociologie dans un contexte beaucoup moins éclaté et disparate qu'il ne l'est actuellement. La sociologie américaine, après la Seconde Guerre mondiale, nous offre l'image d'un « terrain commun de luttes intellectuelles ». 
Bien institutionnalisée, elle fait montre d'une entente suffisamment large pour s'assurer un large écho auprès de la société américaine. La preuve : elle conquiert au fil des années, un prestige au sein de certains cercles intellectuels et institutions publiques et privées, qui est de plus en plus important. Mais cela n'empêche pas que sur le plan théorique et méthodologique, s’il nous est permis de la dépeindre à grands traits, elle est tiraillée entre deux courants théoriques, le fonctionnalisme et l'interactionnisme symbolique, qui bien qu'assez homogènes, sont fortement opposés l'un à l'autre[réf. nécessaire].
L'un a déjà acquis une certaine maturité, et reste fortement empreint de la sociologie du XIXe siècle. Dominé par des penseurs emblématiques comme Talcott Parsons, ou Robert K. Merton, il se caractérise par une défense parfois excessive du positivisme, de la quantification, et par la mise en œuvre de modèles théoriques abstraits qui privilégient en priorité les analyses macro-sociales. Il jouit en outre dans le champ sociologique d'une grande popularité, rassemblant sous sa bannière une grande partie des sociologues qui exercent et publient. Bref, il a acquis en peu de temps une position de « quasi-monopole ». De plus, si l'on s'aventure en dehors des frontières de son champ théorique, la portée opératoire de ses travaux permet aux sociologues qui s'en réclament, de participer activement à des contrats de recherche privés et publics. Revers de la médaille, ce courant va de ce fait rapidement se conformer, sur le plan idéologique et politique, aux attentes de la société américaine.
L'autre, l'interactionnisme symbolique, est un courant minoritaire qui prend le contre-pied de cette sociologie, et qui s'attaque à ses bases de façon méthodique et bien organisée. On ne saurait donc comprendre pleinement l'interactionnisme symbolique sans se référer à cette dimension « contestataire », à ce mouvement de rejet qui va réunir dans un même élan bon nombre de sociologues insatisfaits par la domination de la sociologie mertonnienne ou parsonnienne sur la sociologie américaine. Car là où les sociologues fonctionnalistes voient une société structurée, réifiée, relativement statique à court terme, composée d'acteurs guidés ou contraints par des normes et des valeurs qui découlent de phénomènes structurels, les sociologues interactionnistes vont édifier, à partir d'observations minutieuses et systématiques, une vision alternative beaucoup plus souple, qui se focalise en priorité sur la construction continue de l'ordre social par les individus, et qui se recentre davantage sur les interactions entre des sujets.
En fait, la plupart de leurs travaux dénotent une telle opposition : « Quand les sociologues structuro-fonctionnalistes conçoivent la société comme un système structuré par l'adéquation logique d'un ensemble de statuts à un ensemble de rôles, les interactionnistes insistent au contraire sur la complexité de ces rôles, en étudiant la distance que l'acteur peut jouer par rapport à ceux-ci et le caractère dynamique et souple de l'organisation formelle ».
Ensuite à la vision mécaniste et réifiée des organisations, censées être régies par des règles formelles et maintenues par une communauté d'intérêts qui lie les acteurs entre eux, ils opposent un tableau social qui insiste sur le caractère dynamique et négocié de l'interaction sociale ; montrant en cela que l'ordre social n'est pas le simple résultat d'une détermination structurelle, mais le résultat de processus complexes, où chaque acteur participe à la représentation de la situation dans laquelle il est engagé ; et où le déroulement de l'interaction n'est jamais figé, mais sans cesse réadapté, réinvesti, négocié, et donc, bien plus le fait de savoir-faire, de conflits, de négociations, de divergences d'intérêts, de tensions affectives, que la conséquence de l'application de règles strictes et fonctionnelles – souvent ignorées d'ailleurs, par les acteurs auxquelles elles sont censées s'appliquer.
La notion de déviance fera également l'objet de travaux exploratoires importants. Ceci n'a rien d'étonnant car son traitement, dans le modèle fonctionnaliste, se faisait plus ou moins par défaut. Pendant longtemps en effet, la déviance se définissait comme la réalisation effective d'un comportement individuel non conforme au rôle attendu, ou entrant en conflit avec les normes en vigueur au sein d'un groupe. Elle était envisagée à cet égard, comme un simple état pathologique. 
Les sociologues insistaient beaucoup sur son « étiologie » dans une perspective quasi-médicale. La seule différence avec une approche clinique, c’est qu’ils admettaient volontiers l’existence de déterminants sociaux, psychologiques et environnementaux, ou éventuellement, pour les utilitaristes, la prépondérance des stratégies rationnelles. Fort logiquement, la déviance présentait donc au niveau théorique un intérêt limité, elle était considérée comme un simple artefact, perturbant temporairement l'équilibre du système social. La finalité des stratégies sociales mises en place pour la canaliser était dans cette optique parfaitement compréhensible, elles visaient à assurer la pérennité et la stabilité du système social, mises en danger par les comportements déviants. 
En résumé, la déviance était une sorte de « singularité » n'ayant guère de fonction ; et une fois les déviants écartés, leur sort semblait ne pas présenter trop d'intérêt, il valait mieux se concentrer sur la prévention, et l'étude des causes de la déviance. Les interactionnistes vont renverser cette perspective. D'abord ils dévoilent comment les procédures de mise à l'écart et de redressement s'effectuent dans la réalité, en étudiant les institutions qui en ont la charge, et en insistant sur le fait qu'elles sont beaucoup plus complexes qu'on pourrait le croire au premier abord (ils montreront notamment l'importance du rôle de la famille dans le processus d'enfermement psychiatrique). Ensuite, ils montrent que la déviance n'est pas le simple résultat d'une action individuelle, mais plutôt la conséquence d'un processus interactif qui engage à la fois les déviants et ceux qui vont les désigner comme déviants. Et à cet égard, non seulement, la déviance engage des individus dans des pratiques ritualisées et culturelles, mais en outre, les processus de construction des normes d'un groupe, et de construction de la déviance dépendent l'un de l'autre à travers un processus de désignation et de catégorisation sociale qui échappe au contrôle individuel des acteurs.
Face à un modèle fonctionnaliste homogénéisant et exagérément optimiste, les interactionnistes choisissent donc de montrer l'envers du décor. Ils favorisent pour cela des sujets marginaux, comme les fumeurs de cannabis et les musiciens, ou des sujets choquants qui dévoilent de manière brutale la souffrance que la société impose aux marginaux, exclus et autres laissés pour compte. Indépendamment de la portée théorique de leurs travaux, il s'agira ici pour eux de dénoncer d'une manière détournée, la face cachée d'une Amérique qui ignore ses aspects les moins glorieux. Bref, ils s'engagent là où la sociologie parsonnienne ne s'aventure pas.
Enfin, sur le plan méthodologique, ils reviendront aux principes de l'école de Chicago, en réhabilitant les méthodes d'observation qualitatives et inductives (bien qu'ils ne rejettent pas pour autant la pertinence au cas par cas, des études quantitatives). Car si l'interactionnisme symbolique s'est construit en opposition à la théorie fonctionnaliste, ou du moins, en rassemblant des sociologues unis dans la volonté d'en proposer un dépassement crédible, il n'est pas pour autant parti de rien. Il a en effet mis en place un corpus théorique et méthodologique, en s'appuyant sur une longue tradition sociologique et philosophique préexistante qui est axée autour de la pragmatique et de l'empirisme : l'école de Chicago.
Parmi les grands noms de cette école, on peut citer John Dewey, un des auteurs phares de la philosophie pragmatique américaine du début du siècle, qui influencera Strauss. Il privilégie la méthode expérimentale et la conception instrumentaliste dans la recherche de la vérité. Sa thèse centrale repose sur l'idée que les concepts sont toujours des hypothèses qu'il faut mettre à l'épreuve, et par conséquent, les idées scientifiques et les idées quotidiennes sont fondées sur l'expérience, et donc sur les échanges quotidiens des individus avec leur environnement. Dans le même ordre d'idées, George H. Mead montre dans les années 1920 que l'identité individuelle résulte partiellement des interactions sociales dans lesquelles l'acteur est immergé. En d'autres termes, ces philosophes affirment que les concepts, les idées, les théories sont issus de l'expérience individuelle et sociale, des interactions des individus entre eux et des interactions avec leurs environnements.
Du point de vue de la théorie de l'action, Dewey souligne également l'importance de l'habitude dans la structuration de l'action et des représentations ; ce qui le conduit à rejeter l'idée d'un comportement résultant d'une succession mécanique d'actions guidées par des choix, pour y substituer l'idée d'une action mise en forme progressivement au cours des interactions de l'individu avec son environnement. Les actions s'inscrivent alors dans  un rapport contextuel entre les individus et leur environnement, elles sont vaguement déterminées, plus ou moins inscrites dans l'habitude et elles sont réorientées au fur et à mesure de la progression de l'action.
Comme le dit Anselm Strauss dans un article sur la négociation où il rend hommage à la tradition interactionniste : « les interactionnistes ont porté un grand intérêt aux processus sociaux, impressionnés qu'ils avaient été tant par l'immensité du changement social que par ses potentialités. Simultanément, ils ont postulé que les êtres humains sont des créatures actives qui modèlent leurs environnements et leurs futurs, et font face à des contraintes qui pèsent sur l'action. Ils ont adopté une position intermédiaire entre une vision du monde sans aucune sorte de contraintes – un monde qui dépendrait entièrement de la volonté humaine – et la vision d'un monde structurellement déterministe ». Ils s'intéresseront ainsi aux « processus de désorganisation de l'organisation en groupe, puis à la reconstruction à travers une réorganisation », avec les travaux de William I. Thomas ; aux migrations dans l'espace de groupe entrant en contact mutuels, et à leur institutionnalisation progressive (Robert Park) ; au maintien de la marche vers le progrès social avec les travaux de Georges H. Mead, et aux problèmes psychosociologiques de la construction de la personnalité et de sa stabilisation dans l'interaction. Dans tous les cas, on voit que leurs travaux s'attachaient à défendre une position assez nettement anti-déterministe.
Dans ce contexte, la sociologie de Strauss révèle une certaine tension. À la fois elle s'avère « traditionnelle », puisqu'elle reprend à son compte cette philosophie bien positionnée au niveau institutionnel, sans vraiment chercher à la remettre en cause, à la critiquer ou à la dépasser, mais elle est aussi contestatrice, revendicatrice vis-à-vis du modèle parsonien. Certes, le mouvement de pensée auquel Strauss adhère paraît minoritaire quand il commence à exercer, mais malgré tout, il faut bien voir qu'il dispose d'un lourd héritage théorique, méthodologique et pratique. C'est probablement cette ambiguïté qui va orienter la carrière sociologique de Strauss vers une progression relativement linéaire. Car elle prend place à l'intérieur d'une institution américaine dont les règles font l'objet d'un large consensus, et qui a défini clairement les étapes et les critères de progression hiérarchique, tout en demeurant suffisamment souple pour laisser place à un parcours professionnel quadrillé par la longue tradition de l'école de Chicago, qui a ses propres méthodes, ses propres critères d'évaluation, et qui unit un groupe de sociologues fortement soudés dans la contestation de la sociologie dominante. La sociologie de Strauss se construit donc sur des règles bien établies, ce n'est pas une sociologie révolutionnaire isolée ; c'est dans ce sens, je pense, qu'il faut apprécier son travail théorique et empirique remarquable.

### Organisation formelle et dynamique sociale
Le point de départ de la réflexion de Strauss est, comme pour beaucoup de sociologues, la problématique de l'ordre social. Strauss cherche à comprendre comment un ordre social peut exister et se prolonger dans le temps. Cependant, à la différence des sociologues fonctionnalistes, il n'appréhende pas l'ordre dans une perspective synchronique, il ne le conçoit pas comme une structure différenciée dont il faudrait relier les éléments en vertu d'une certaine cohérence logique, il le considère comme étant imbriqué dans un processus continu. L'ordre selon Strauss n'est pas figé dans le temps ou « dans la structure », il se construit dans une dynamique temporelle et interactionnelle complexe, qui engage les individus qui y participent. Pour lui, la structure sociale formelle ou informelle n'est donc que le cliché instantané et réducteur d'un ordre qui ne peut être compris pleinement que dans une perspective diachronique.
Mais cette translation d'une analyse statique à une analyse dynamique n'est pas un simple jeu théorique, qui ne ferait que déporter une analyse structuraliste dans un cadre historicisé ou cinétique, comme le font par exemple les théories évolutionnistes ; elle révèle en fait l'imbrication des processus sociaux dans des contextes sociaux et environnementaux qui doivent sans cesse être réinvestis par les acteurs dans leur travail commun, et dans leurs tentatives pour gérer les contingences qui en émanent. Par conséquent, cette dynamique de l'ordre social qu'il cherche à décrire et à comprendre, n'est pas une planification rigide qui contrôlerait mécaniquement le jeu des acteurs, elle est au contraire inscrite dans un processus qui engage ceux qui y participent sur de longues périodes, et qui les plonge dans des contextes d'interaction qui vont être réévalués, redéfinis et négociés suivant, et durant le déroulement des événements.  
Ainsi, à la source de la réflexion de Strauss, il y a, comme on peut le constater, la reformulation de la question de l'ordre social. Seulement pour réussir ce projet théorique, il lui faut au préalable dénoncer l'insuffisance des fonctionnalistes à en rendre compte. Fidèle à son terrain d'étude favori, la médecine, Strauss effectue cette critique de deux manières. Il montre dans un premier temps que l'organisation formelle qui structure la profession médicale ne décrit pas dans son intégralité la réalité des interactions qui s'y déroulent, et ne permet pas de comprendre la dynamique de changement qui la caractérise. Il affirme dans un deuxième temps que l'activité médicale n'est pas le résultat de l'application d'actions prédéterminées par des règles visant à satisfaire les besoins des clients, mais la conséquence d'un processus complexe (une trajectoire) inscrit dans la durée, intégrant un grand nombre d'acteurs qui articulent plus ou moins bien entre eux leurs actions individuelles, et qui peuvent se heurter à d’autres acteurs qui ont des conceptions différentes de la situation dans laquelle ils sont engagés.
En étudiant les professions, il va alors suggérer que la différenciation sociale formelle des groupes sociaux, qui se concrétise dans la vision d'un système organisationnel hiérarchisé de statuts et de rôles, est loin de rendre compte de leur complexité et de leur dynamique. Dans un article écrit pour l'American Sociological Review, il défend clairement cette idée. Comment s'y prend-il ? Il rappelle tout d'abord que pour les fonctionnalistes, « une profession est (...) une communauté relativement homogène dont les membres partagent identité, valeurs, définition des rôles et intérêts », et dont la cohésion repose sur un ensemble de règles organisationnelles, de normes, et de mécanismes visant à les transmettre et à les pérenniser. Si l'intérêt d'une telle conception est incontestable lorsqu'il s'agit d'étudier certains des aspects les plus visibles d'une profession, Strauss va montrer qu'il peut s'avérer bien moindre pour en comprendre certains aspects plus informels. En effet, les valeurs et intérêts, les activités de travail censées être imposées par le statut, les méthodologies et les techniques (donc les règles de travail), peuvent donner lieu à des écarts tout à fait notables à l'intérieur de la profession médicale ou à l'intérieur d'une spécialité. Comme il le souligne, dans la réalité de grandes hétérogénéités morcellent la profession en une multitude de segments. 
Strauss introduit ce concept pour caractériser ces regroupements informels, ces coalitions d'individus qui partagent des intérêts divers, des points de vue communs, et qui s'opposent généralement à d'autres segments. Son idée est qu'une étude même poussée de la structure formelle de la profession ne pourrait rendre compte pleinement de la dynamique qui l'agite, puisque ce sont les segments qui en constituent le moteur. Traversant les différents statuts formels, ils se construisent sur des liens de confraternité entre ceux qui les composent, souvent en fonction de leurs définitions communes de la profession ou d'intérêts communs. Derrière la façade formelle de la profession, les segments représentent donc une véritable force dynamique, et c'est à travers leurs positionnement et leurs oppositions que les conflits entre différentes identités de la profession seront réglés et compris, que la diversité médicale prendra corps permettant d'amorcer des changements organisationnels.
Mais les segments n'en constituent pas pour autant des regroupements d'acteurs, figés autour d'une identité professionnelle elle-même statique ; bien au contraire, ce qui les caractérise, c'est d'être perpétuellement intégrés dans des processus de redéfinition de leur identité, dans des prises de position pour l'accès au pouvoir institutionnel qui permettent de gérer les recrutements et de disposer des moyens d'exercer le pouvoir, dans des « transformations de leur appareil conceptuel et technique, de leurs conditions institutionnelles de leur travail, et (...) dans les transformations de leurs relations avec d'autres segments et d'autres métiers ». Ils se trouvent donc dans une évolution constante, allant de segments en gestation, repérés par une vague agitation à des segments bien institutionnalisés. Il y a une sorte d'écologie des segments, certains évoluent, d'autres disparaissent, et la diversité des conditions de travail peut donner lieu à de nouvelles définitions et donc, à des clivages ou à de nouveaux segments. Et de plus, « ce qui ressemble à une agitation ou à une pure déviance peut représenter les débuts d'un nouveau segment qui obtiendra une place institutionnelle, un prestige et un pouvoir considérable ». On voit alors que les segments ne sont pas des éléments d'analyse anecdotiques, et Strauss le confirme en montrant qu'ils interviennent explicitement dans la mobilité sociale, le recrutement, la socialisation, et dans la définition publique de la profession. Mais comment les étudier ? Strauss suggère que leur étude devrait tenir compte du contextes des situations de travail où ils prennent forment, notamment à travers l'étude des lieux de regroupement et des phénomènes de leadership.
Dans un texte daté de 1978, Strauss tentera d'étendre cette conception du changement au sein des professions fondée sur la dynamique de l'agrégation des segments, à une perspective plus vaste, qu'il emprunte à l'école de Chicago, centrée sur la notion de monde social. Le changement social est alors conçu comme le résultat d'une « vaste prolifération – illimitée et incessante – de groupes en activités, n'ayant nécessairement ni frontières claires ni organisation solide. (...) Tandis que certains croissent et s'étendent, d'autres se rétractent et meurent ». Strauss reprend ici la perspective de G. Mead pour qui le changement social et la dynamique des mondes sont liés à des univers de discours ; il est alors enclin à réinvestir une analyse en termes de processus qui ne se limite pas à la distinction micro/macro sociale, mais qui se centre sur l'étude de ces mondes. On rencontre ces mondes sociaux un peu partout : ce sont les mondes de la musique, du jazz, des homosexuels... Certains sont liés à des lieux spécifiques, d'autres non ; certains sont très hiérarchisés, d'autres non... Dans tous les cas, dans chaque monde social; il y a au moins une activité primaire, des technologies, c'est-à-dire des « manières héritées ou innovantes d'accomplir les activités du monde social », et des organisations se développent dans ces mondes. Enfin, ces mondes sont toujours plus ou moins segmentés.
Que ce soit à travers l'étude des mondes sociaux ou des segments à l'intérieur des professions, la sociologie de Strauss tend donc à restreindre la portée de l'analyse fonctionnaliste. En montrant que l'observation de la structure organisationnelle formelle ne permet pas, d'une part de rendre compte pleinement des processus de changements dans les organisations, de la créativité des acteurs sociaux, et de leur adaptabilité aux aléas qui frappent leurs activités, et que d'autre part, elle voile certains aspects fondamentaux issus des mondes sociaux et de leurs dynamiques qui interviennent dans la socialisation, la mobilité sociale, ainsi que dans les stratégies de contrôle institutionnel (ou même dans la création de la structure formelle), elle découvre un nouveau champ d'investigation. 
Toutefois, même si Strauss précise que l'évolution des mondes sociaux est toujours plus ou moins indéterminée, elle n'en demeure pas moins liée à certains contextes, comme les changements dans l'univers du discours et ceux liés à l'activité primaire. À l'origine de la différenciation des mondes entre eux, il y a donc l'action ou l'interaction des individus ou groupes avec leur environnement, et le discours par lequel l'identité du monde social se forme. D'une certaine manière, on retrouve l'idée de J. Dewey  selon laquelle les concepts, les pensées, le monde de l'esprit et des idéologies naissent de l'interaction et sont sans arrêt redéfinis par celle-ci, mais Strauss généralise l'intuition de Dewey en lui donnant une étendue beaucoup plus vaste. Car même si les mondes sociaux dépendent de processus sociaux spécifiques et s'inscrivent dans un ensemble complexe de contraintes qui n'apparaissent pas nécessairement au niveau d'un individu isolé, c'est à travers une relation entre la définition de la réalité pertinente et l'interaction sociale qui dérive de l'activité primaire, que vont se constituer et évoluer les mondes sociaux.
Dans une telle perspective, on pourrait presque croire que la structure organisationnelle et institutionnelle, les ensembles de règles formelles sont des entités presque « indépendantes » de ces mondes sociaux. Telle n'est pas l'opinion de Strauss. Celui-ci montre en effet qu'ils constituent un cadre formel temporaire pour encadrer l'interaction dans ses grandes lignes. Mais ils sont sans cesse rediscutés et négociés par les acteurs pour être réadaptés à la contingence, qui grève les interactions sociales ou l'activité primaire, dans sa réalisation. Certes, il y a bien une accumulation de savoir-faire, de méthodes, mais au cas par cas. Et, toujours dans le cadre d'une activité qui se construit dans la durée, ces méthodes seront renégociées et discutées. Par conséquent, une telle accumulation n'est valable que si elle est fréquemment réactualisée et redéfinie. De plus l'accès aux positions institutionnelles fait partie intégrante (en général) des stratégies qui se développent au sein des mondes sociaux.

### La négociation de l'ordre social
Un élément  semble déterminant dans la constitution progressive de l'ordre social, c'est l'existence de trajectoires. Strauss remarque en observant le déroulement de l'activité médicale qu'elle s'inscrit dans un processus complexe, orienté vers la réalisation d'un objectif, qui engage le malade et les acteurs dans sa réalisation. Partant de cette base, il définit une unité d'analyse qui lui semble fondamentale pour étudier la production et la négociation de l'ordre social, la trajectoire. Reprenons la définition de Strauss : « le terme de trajectoire, (...) fait référence non seulement au développement physiologique de la maladie de tel patient mais également à toute l'organisation du travail déployée à suivre ce cours, ainsi qu'au retentissement que ce travail et son organisation ne manquent pas d'avoir sur ceux qui s'y trouvent impliqués ». 
La définition de Strauss indique donc que l'ensemble des acteurs est impliqué dans le travail médical, aussi bien le médecin que le patient lui-même. En effet, la coopération que peut apporter le patient dans le bon déroulement de l'activité médicale est fondamentale – et de même, le médecin travaille à ce que le cours de la maladie évolue favorablement. D'ailleurs, dans les cas où il refuse d'assumer son rôle, il se heurte rapidement à des représailles de la part du personnel médical. Strauss montre donc que le patient doit jouer son rôle en suivant certaines normes, qui sont propres à son statut de malade. Même à l'article de la mort, il y a encore une bonne conduite à suivre, et le malade doit s'y plier, sous peine de représailles !
La trajectoire est dès lors rendue toujours plus complexe par ces incessantes négociations entre les différents acteurs qui entrent dans sa réalisation. De plus, l'issue de la maladie n'étant pas toujours évidente, les technologies pouvant évoluer, la trajectoire est affectée généralement par une forte contingence. En fait, c'est « l'interaction entre les efforts accomplis pour contrôler la maladie et les contingences, qu'elles soient prévisibles ou non, qui est à l'origine des détails particuliers des diverses trajectoires ». Mais pour tenter de s'adapter au mieux au cours de la maladie, le médecin dispose généralement, une fois le diagnostic établi, d'un schéma de trajectoire. Grâce à lui, il peut imaginer une succession d'évènements envisageables et d'actions à prévoir. 
Pourtant, ce schéma ne sera que rarement appliqué à la lettre ; en effet, des débats sur la forme que doit prendre la trajectoire, des réévaluations de la maladie, des complications médicales, des erreurs, le possible refus de coopération du patient, rendent la progression de la trajectoire plus ou moins indéterminée. Certaines trajectoires seront plus problématiques que d'autre. Strauss remarque alors que le médecin, pour appliquer le schéma de trajectoire, doit tenter de visualiser certaines phases de la trajectoire. De cette manière il peut imaginer un arc de travail, « c'est-à-dire l'ensemble du travail qui aura besoin d'être fait pour maîtriser le cours de la maladie et remettre le patient dans une forme suffisamment bonne pour que celui-ci puisse rentrer chez lui ». Bien sûr, l'arc de travail n'est pas forcément visualisé dès le départ par le médecin, mais il va prendre forme grâce au travail d'articulation de la trajectoire, c'est-à-dire le travail qui permet la coordination entre les différentes tâches. Ce travail semble nécessaire pour que l'assemblage des efforts collectifs soit relativement ordonné. Le lien est dons ici établi, c'est dans ce processus d'articulation que réside pour une grande part la réussite médicale et la mise en place d'un ordre social. Hélas, toute la difficulté réside dans le fait que cette rationalisation collective est entravée par de nombreuses sources de perturbations. Strauss en repère plusieurs :
- Celles qui sont liées à la trajectoire elle-même.
- Celles qui résident à la fois dans l'organisation et dans la trajectoire.
- La concurrence entre les patients pour accéder aux ressources.
- Le malade lui-même.
- La technologie médicale.
- L'organisation hospitalière.
- L'interaction entre les différents types de travail.
- L'évaluation de la trajectoire tout au long du déroulement de la trajectoire.

Toutes ces sources d'aléas obligent les acteurs à adopter des stratégies d'articulation et à recourir fréquemment à la négociation pour réarticuler le travail lorsque celui-ci est désarticulé. De ce point de vue, le rôle du patient est très important puisqu'il permet souvent, par les négociations qu'il tente pour améliorer son état, de réenclencher un processus d'articulation, notamment lorsque la trajectoire prend une tournure critique. Strauss s'attarde d'ailleurs longuement sur une étude de cas, où une trajectoire subit des réarticulations successives complexes.
L'ordre social chez Strauss, est donc le résultat d’une multitude de négociations qui interviennent dans des contextes toujours plus ou moins particuliers, la routine n’étant généralement qu’un état temporaire.
À la suite de ce travail empirique, il tentera de synthétiser le problème de l'ordre social. Ses principales conclusions sont :
- L'ordre social est un ordre négocié.
- Les négociations sont subordonnées à des conditions structurelles spécifiques.
- Les résultats des négociations sont temporaires.
- Un ordre négocié doit être travaillé, les bases d'une action concertée doivent être constamment reconstituées.
- L'ordre négocié d'un jour est l'ensemble des règles et politiques d'une organisation, auquel on rajoute les accords, les ententes, les contrats et les arrangements de travail en vigueur.
- Tout changement affectant l'ordre négocié appelle une renégociation. Ce qui implique donc des changements en chaîne dans l'ordre négocié.
- La reconstitution de l'ordre social est donc le résultat d'une relation entre un processus de négociation quotidien et un processus d'évaluation périodique.
- Les éléments stables de l'ordre organisationnel constituent un arrière-plan qui permet le développement de négociations et d'accords de travail. On peut alors distinguer le contexte structurel du contexte de négociation, le premier influant sur le deuxième et affectant « la manière dont les acteurs perçoivent l'ordre social et ce qu'ils croient, pour eux et pour les autres, possible ou impossible, problématique ou probable »[26]. Les conditions structurelles de la négociation de l'ordre social fixent donc les traits pertinents des situations d'interaction et les enjeux pertinents qui pourront faire l'objet d'une négociation. Elles délimitent en quelque sorte les frontières du pensable, du raisonnable, elles fixent une limite à l'ensemble des possibles et déterminent ce qui aura un sens et ce qui n'en aura pas. On voit ici l'importance de la régularité sur la délimitation d'un cadre d'interaction socialement partagé et mutuellement compris.

### Les fondements méthodologiques de la sociologie qualitative
Tout au long de son travail de recherche, Strauss a cherché à construire ses concepts sur la base d'une observation minutieuse du terrain médical. Il pratique en cela une démarche inductive. Les concepts doivent être tirés de l'expérience de terrain, et le mouvement doit aller de la recherche empirique vers l'élaboration de modèles théoriques – il est alors cohérent avec sa ligne théorique, c'est-à-dire avec la manière dont il décrit l'élaboration de la pensée sociale. Mais cette construction ne doit pas se faire n'importe comment, elle doit obéir à une méthodologie rigoureuse, la méthode comparative continue. Cette méthode doit aider l'analyste à produire une théorie qui soit « intégrée, logique, plausible, liée aux données – et en même temps suffisamment claire pour être facilement opératoire (...) pour des tests quantitatifs ». Il la distingue de trois autres méthodes qualitatives :
- L'analyste peut coder les données sous formes qualitatives, puis les transformer en données quantitatives pour tester certaines hypothèses. Il n'y a pas alors de génération de théorie.
- Il peut effectuer un aller-retour entre le terrain et la théorie pour produire des hypothèses et des catégories qu'il va remodeler constamment. Il n'y a pas alors de test de la théorie.
- Il peut également pratiquer l'induction analytique, cette méthode utilisant les deux premières approches cherche à générer et à prouver une théorie causale

Si la méthode comparative combine les deux premières approches, elle s'écarte de la troisième méthode. Elle vise en fait essentiellement à créer et à rendre plausible des catégories, des hypothèses, des propriétés, sans pour autant chercher à les tester. Dans la méthode comparative continue, rien n'est tenté pour établir la preuve des causes suggérées ou des autres propriétés. Strauss la décrit en quatre étapes :
1. L'analyste commence par coder les occurrences dans ses données en autant de catégories d'analyse que possible, à l'aide de mémento ou de cartes. Lorsqu'on code une occurrence, on doit la comparer avec les occurrences précédentes codées avec la même catégorie ou dans le même groupe ou dans des groupes différents. Cette comparaison continue des occurrences va générer rapidement des propriétés théoriques de la catégorie. En effet, l'analyste rassemble l'éventail des types complets de la catégorie, et repère les conditions dans lesquelles elle est présente ou absente. Par exemple, certaines catégories seront présentes quand les infirmières prendront conscience des attributs des malades. L'analyste distinguera les catégories présentes dans le langage des acteurs et celles qu'il a construites lui-même. Après avoir codé une catégorie trois ou quatre fois, l'analyste commence à coder ses idées. C'est la partie de création théorique. Il retourne ensuite sur le terrain en gardant les idées qu'il a mises en forme toujours présentes à l'esprit.
2. Il faut ensuite intégrer les catégories et leurs propriétés. « Si les données sont collectées par un échantillonnage théorique en même temps qu'elles sont analysées, l'intégration de la théorie émerge plus facilement »[28].
3. Délimiter la théorie. Plus la théorie se développe, plus l'analyste commence à circonscrire le champ d'application de la méthode quantitative. La théorie se durcit progressivement, les modifications deviennent de plus en plus rares, et l'analyste découvre des uniformités dans l'ensemble initial des catégories et de leurs propriétés. La liste des catégories retenues tendra alors à orienter l'attention de l'analyste et conduira à une saturation progressive de la théorie. Cette dernière phase apparaît lorsque de nouvelles occurrences entrent déjà à l'intérieur des catégories préétablies.
4. Écriture de la théorie.

Cette méthodologie permet de produire des théories qui restitueront aux faits au mieux leur authenticité d'origine. Un moyen pour le vérifier est de faire lire ses travaux aux personnes concernées par l'étude. Si celles-ci se reconnaissent dedans, si la description qui est faite de leur mode de vie peut s'avérer éclairante à leurs yeux, et peut si possible, les intéresser pour optimiser leur travail, alors le sociologue aura plus ou moins gagné son pari, en développant une théorie à la fois opérationnelle et riche d'un point de vue conceptuel.

## Ouvrages

### Ouvrages traduits en français
- Mirrors and Masks: The Search for Identity, Glencoe, IL: Free Press, 1959 (traduction française, Miroirs et Masques : Une Introduction à l’Interactionisme, avec une Introduction to the French Translation par Anselm Strauss, Paris, Éditions Metailie, 1992)
- La Trame de la Négociation : Sociologie Qualitative et Interactionnisme, (The Web of Negotiation: Qualitative Sociology and Interactionism), édité par Isabelle Baszanger, Paris, L'Harmattan, 1992.

### Ouvrages de référence de Strauss sur laGrounded Theory
- The Discovery of Grounded Theory (coécrit avec Barney Glaser, 1967)
- Qualitative Analysis for Social Scientists (1987)
- Basics of Qualitative Research: Grounded Theory Procedures and Techniques (together with Juliet Corbin, 1990, Traduction française 2004 : Les fondements de la recherche qualitative. Techniques et procédures de développement de la théorie enracinée. Fribourg Suisse : Academic Presse Fribourg/Éditions Saint-Paul